# Peter Petráš
Peter Petráš (* 7. květen 1979 Šaľa) je slovenský fotbalový obránce a bývalý reprezentant, v současnosti působí v klubu FK Inter Bratislava.
Mimo Slovensko působil na klubové úrovni v Rusku a Bulharsku. Za slovenský národní tým odehrál celkem 9 zápasů, gól nevstřelil.

## Klubová kariéra
Svoji fotbalovou kariéru začal ve Vinohradech nad Váhom. Mezi jeho další působiště patří: VTJ Borský Mikuláš, SH Senica, Kerametal Dubnica, FK Inter Bratislava, FC Petržalka 1898, Saturn Ramenskoje, ŠK Slovan Bratislava, PFK Levski Sofia, 1. FC Tatran Prešov, ŠKF Sereď a FC Nitra, FK Inter Bratislava a FC Petržalka Akadémia. V Prešově byl kapitánem.
Nejúspěšnější etapu kariéry prožil v sezóně 2005/06 v dresu klubu FC Petržalka 1898. Trenér Vladimír Weiss si jej po odchodu do ruského celku Saturn Ramenskoje vybral do svého nového týmu, ruský klub se tak stal pro hráče prvním zahraničním angažmá. Po návratu do vlasti hrál za bratislavský Slovan, následně za bulharský tým PFK Levski Sofia.

## Reprezentační kariéra
V A-mužstvu Slovenska debutoval 1. 3. 2006 v Saint-Denis v přátelském utkání proti domácímu týmu Francie (výhra 2:1). Celkem odehrál v letech 2006–2009 za slovenský národní tým 9 zápasů, gól nevstřelil.

### Reprezentační zápasy
Zápasy Petera Petráše za A-mužstvo Slovenska
| Rok    | Zápasy | Góly |
| ------ | ------ | ---- |
| 2006   | 4      | 0    |
| 2007   | 3      | 0    |
| 2008   | 1      | 0    |
| 2009   | 1      | 0    |
| Celkem | 9      | 0    |